# Union sportive de tennis de table de Valenciennes
L'Union sportive de tennis de table de Valenciennes (USTTV) est un club français de tennis de table basé à Valenciennes et évoluant actuellement en Nationale 2. Le club est issu de la fusion en 2005 des 3 clubs pongistes de la ville. 